# Cascade Virginia
La cascade Virginia (en anglais : Virginia Cascades ou Virginia Cascade) est une chute d'eau située sur la rivière Gibbon dans le parc national de Yellowstone, au Wyoming aux États-Unis. D'une hauteur de 18 m, elle est située juste au sud de la route Norris-Canyon, à environ 4 km à l'est du croisement de Norris Junction. Une route à sens unique permet d'accéder au côté nord des cascades mais la vue est obstruée par des arbres et il n'existe pas de point de vue aménagé.
L'origine du nom de la cascade remonte à 1886 et fait référence à Virginia Gibson, l'épouse de Charles Gibson, le chef des concessions de la Yellowstone Park Association. Le nom a été attribué par Ed Lamartine, qui a construit la première route pour wagons entre Norris et Canyon. En 1880, Philetus Norris, surintendant du parc de l'époque, lui donne le nom « chutes de Norris » (Norris Falls) mais le géologue Arnold Hague, bien qu'il n'aime pas nommer des lieux d'après des personnes, accepte le nom « cascade Virginia ».